# Резолюция 245 на Съвета за сигурност на ООН
Резолюция 245 на Съвета за сигурност на ООН е приета единодушно на 25 януари 1968 г. по повод отказа на правителството на Южноафриканската република да изпълни Резолюция 2324 (XXII) на Общото събрание на ООН от 16 декември 1966 г. и да прекрати съдебния процес срещу тридесет и седем африканци от Югозападна Африка (днешна Намибия), който се провежда в Претория.
С Резолюция 245 Съветът за сигурност припомня, че Резолюция 2145 (XXI) на Общото събрание на ООН от 27 октомври 1966 е прекратила мандата на администрираща власт на Южна Африка над Югозападна Африка, с което Югозападна Африка е преминала под пряко администриране и пряка отговорност на ООН. Съгласно Резолюция 2324 (XXII) на Общото събрание арестът и депортацията в Претория на тридесет и седем африканци от Югозападна Африка са определени от Общото събрание като грубо нарушение от страна южноафриканското правителство на техните права и на международния статут на територията на Югозападна Африка. Съветът за сигурност определя отказа на южноафриканското правителство да прекрати незаконното дело срещу задържаните, да ги освободи и върне в родината им, като грубо незачитане на мнението на световната общност, ясно изразено в Резолюция 2324 на Общото събрание. Обезпокоен от факта, че продължаващият процес срещу тези хора в Южна Африка се провежда съгласно южноафрикански закони, които южноафриканското правителство прилага незаконно и спрямо територията на Югозападна Африка, с Резолюция 245 Съветът за сигурност осъжда отказа на Южноафриканското правителство да изпълни Резолюция 2324 (XXII) на Общото събрание, призовава това правителство да прекрати веднага процеса срещу задържани африканци от Югозападна Африка, да ги освободи и репатрира обратно в страната им. Резолюцията призовава всички страни – членки на ООН, да използват влиянието си над южноафриканското правителство, за да го принудят да изпълни постановленията на резолюцията. От генералния секретар се изисква да следи стриктно изпълнението на резолюцията и да докладва своевременно на Съвета за сигурност, който ще продължи да се занимава с въпроса.